# Josep de Palau i d'Huguet
Josep de Palau i d'Huguet (Barcelona, ca. 1844 - 1913) fou un advocat i escriptor català.

## Biografia
Va ser professor auxiliar de la Facultat de Dret a la Universitat de Barcelona. Afiliat al partit carlista, va prendre part activa en la guerra civil de 1872-1876.
Era un home de profundes conviccions catòliques i, segons l'Enciclopèdia Espasa, no hi va haver cap institució catòlica a Barcelona que no trobés en Josep de Palau i d'Huguet un suport entusiasta. A la capital catalana gaudia de moltes simpaties, i era respectat fins i tot per les persones de més oposat criteri en matèries religioses. Fou diverses vegades president de la Joventut Catòlica de Barcelona, exercí diversos càrrecs en la judicatura, i va conrear també la poesia catalana, obtenint diversos premis en els Jocs Florals de Barcelona i en altres certàmens de Catalunya. Va publicar treballs sobre filosofia escolàstica, història i religió, a més d'una hagiografia de Sant Josep Oriol.
Durant el Sexenni Revolucionari fou col·laborador de Lo Gay Saber i La Renaixensa. Posteriorment va dirigir el diari catòlic Dogma y Razón. Amb altres directors catalans de premsa carlina com Francesc de Paula Oller, Marià de Rocafiguera i Jacint de Macià, va enviar una súplica al pretendent Carles de Borbó i Àustria-Este, poc abans de l'escissió integrista de 1888, perquè restablís la unitat dels carlins reafirmant la unitat catòlica d'Espanya «amb totes les seves conseqüències d'efectiva coerció», tal com havia estat aplicada pel seu avantpassat Felip II.
Finalment va signar el Manifest de Burgos a l'agost de 1888 i s'adherí al Partit Integrista. Aquell any també va organitzar el Centenari XIII de la Unitat Catòlica, commemorant el III Concili de Toledo, i al novembre participà en la fundació a Barcelona del Círcol Sant Jordi, el qual, segons va manifestar el mateix Josep de Palau al Diario de Cataluña (portaveu dels integristes catalans), es constituïa «per a renyir les batalles del Senyor», congregant tots els qui anhelaven «combatre per la integritat i puresa de les tradicions pàtries», que al Principat de Catalunya es trobava establerta en els «venerats furs». Segons Palau i d'Huguet, la defensa de «les sàvies doctrines» contingudes en els mateixos en seria la base de la seva propaganda, tot manifestant que el círcol integrista defensaria «la Unitat Catòlica amb sanció coercitiva, l'indomable i respectuós poder de les Corts Catalanes i les immunitats dels patricis».
L'any 1911 substituí el doctor Josep Estanyol i Colom a la càtedra de Dret canònic de la Universitat de Barcelona. L'escriptor Josep Maria de Sagarra, que va ser alumne seu, el descriuria d'aquesta manera:
Aquest personatge era conegut entre nosaltres pel nom de Papiniano. El pobre doctor de Palau, mataroní d'origen, ostentava en aquells moments una magna decrepitud, conseqüència de la seva gran tristesa i d'una bronquitis crònica que no el deixava respirar. Tenia la cara de fusta, sense gaire expressió, com ceris botxins de retaule quatrecentista, i duia unes barbes d'insòlita longitud, si fa no fa com les d'aquella carota que penja de l'orgue de la nostra Seu. Flac, gairebé cadavèric, vestia una toga, potser més anciana que ell mateix, el negre de la qual havia anat perdent malícia i en la banda corresponent als renyons i a les anques havia estat substituït per un to verdós; un verdós de misèria i de taula de billar, però d'aquelles taules de billar plenes de sets i de taques, que només serveixen perquè hi dormin els gats.

Amb l'entrada del doctor de Palau, el Dret Canònic passà a ser de disciplina perillosa a joc de bufar i fer ampolles. Tots nosaltres ens el vàrem prendre a la fresca, i el nou professor, que ens feia unes classes brevíssimes, coronades sempre per un gran atac de tos que l'obligava a plegar, en arribar els exàmens va aprovar a tothom.
Fou germà d'Antoni de Palau i d'Huguet, redactor en cap del diari carlí El Correo Catalán en la seva primera etapa, i de Camil de Palau i d'Huguet, provisor i vicari general de les arxidiòcesis de Sevilla i de Toledo al costat de l'arquebisbe Ceferino González. També era cosí del polític carlí Manuel Bofarull i de Palau i oncle de l'advocat i propagandista catòlic Manuel de Bofarull i Romañà.

### La Verdadera Ciencia Española
Josep de Palau i d'Huguet va publicar més de cent volums en la biblioteca fundada per ell amb el títol de La Verdadera Ciencia Española (Barcelona, 1881). En les seves seccions llatina i castellana comprenia les millors obres dels clàssics espanyols, que va voler posar a l'abast de les fortunes més modestes, conciliant la impressió esmerada i correcta amb el preu ínfim a què es venia cada volum.
A la secció llatina figuraven les obres de la patrística hispana (Sant Pacià, Sant Orenci, Sant Isidor) i les dels filòsofs espanyols més insignes (Francisco Suárez, Luis de Lossada, Gabriel Vázquez, Tomás Sánchez de Ávila). A la secció castellana va donar a conèixer en edicions de vulgarització els tractats del pare Alvarado (el Filòsof Ranci), Interián de Ayala, Huarte, pares Nieremberg, Gumilla, Orozco i d'altres, sobre hagiografia, història, geografia, viatges, idees estètiques, etc.

## Obres
- Lecciones de filosofía escolástica, traducció (Barcelona, 1878)
- La falsa historia (Barcelona, 1878)
- San José y la cuestión obrera, traducció (Barcelona, 1880)
- La comunión frecuente (Barcelona, 1880)
- Las glorias del taumaturgo catalán, beato Joseph Oriol (treball premiat en un certamen de la Joventut Catòlica de Barcelona el 1880)
- Breu historia de la vida y miracles del beato Joseph Oriol (Barcelona, 1884)[2]
- Consuelo a los que lloran la muerte de un ser querido